# Jelena Wassiljewna Obraszowa

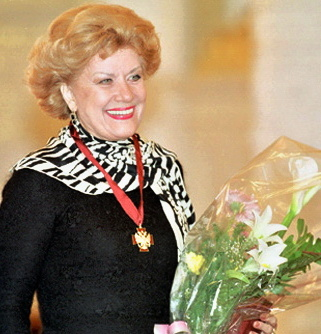
Jelena Obraszowa (März 2000)

Jelena Wassiljewna Obraszowa (russisch Елена Васильевна Образцова, englische Transkription Elena Vasiliyevna Obraztsova; * 7. Juli 1939 in Leningrad; † 12. Januar 2015 in Leipzig) war eine russische Mezzosopranistin, bekannt für eine herausragende Bühnenpräsenz und besondere stimmliche Fähigkeiten.

## Leben
Als Kind erlebte Jelena Obraszowa die Belagerung Leningrads von August 1941 bis Januar 1943. 1954 bis 1957 studierte sie an der Musikschule von Taganrog und hatte erste Auftritte im dortigen Theater. 1957 bis 1958 studierte sie an der Musikschule von Rostow am Don weiter.
Im August 1958 absolvierte Jelena Obraszowa die Prüfungen und wurde Studentin am Sankt Petersburger Konservatorium.  1963 gewann Obraszowa als erste Preisträgerin den neu geschaffenen Glinka-Wettbewerb. Im selben Jahr wurde sie ans Bolschoi-Theater eingeladen, wo sie ihr Debüt als Marina Mnischek in Mussorgskis Oper Boris Godunow hatte. Dort nahm sie weiteren Unterricht bei ihrer Bolschoi-Kollegin, der Sopranistin Galina Wischnewskaja, die ihr half, ihre damals noch unterentwickelte Atemtechnik zu verbessern. Ihre Einführung in die Opernhäuser Europas und der Welt war ein Auftritt in der Salle Pleyel in Paris.
Zu den Höhepunkten ihrer Karriere zählten 1978 die Auftritte als Prinzessin Eboli in Don Carlos unter Herbert von Karajan bei den Salzburger Festspielen sowie als Carmen in der Wiener Staatsoper unter Carlos Kleiber.
An der Wiener Staatsoper sang sie in insgesamt 31 Vorstellungen, darunter die Polina in Pique Dame, Gräfin Besuchowa in Krieg und Frieden, Marina Mnischek in Boris Godunow, Amneris in Aida, Santuzza in Cavalleria rusticana sowie Azucena in Il trovatore. Ihren letzten Auftritt dort hatte sie 1987 als Amneris.
Am 20. Mai 1996 wurde in Sankt Petersburg das unabhängige, nichtkommerzielle Jelena-Obraszowa-Kulturzentrum gegründet. Dieses Zentrum ist im Bereich der kulturellen und musikalischen Bildung und Erziehung tätig.
Am 7. Juli 2009 wurde Obraszowas 70. Geburtstag mit einer Sondervorstellung des Michailowski-Theaters mit Ballett, Opern- und Filmausschnitten sowie Jazz- und Klavierkonzerten begangen.
Jelena Obraszowa äußerte ihre Unterstützung für die Internationalen Delphischen Spiele. Grußbotschaften mit ihrer Unterschrift kamen zu den III. Delphischen Spielen 2009 in Jeju / Südkorea, unter dem Motto „Im Einklang mit der Natur“, und zu den IV. Delphischen Jugendspielen 2011 in Johannesburg / Südafrika, unter dem Motto „Provozieren, Erneuern, Inspirieren“.
Obraszowa starb am 12. Januar 2015 im Alter von 75 Jahren in einem Krankenhaus in Leipzig an Herzversagen.

## Politische Nähe zum sowjetischen Regime
Obraszowa galt zeitlebens als "systemtreue Künstlerin". So denunzierte sie 1974 zusammen mit anderen sowjetischen Künstlern ihre Lehrerin Galina Wischnewskaja und ihren Ehemann, den Cellisten Mstislaw Rostropowitsch, die den verfemten Schriftsteller Alexander Solschenizyn in ihrem Haus aufgenommen hatten, in einem offenen Brief bei der sowjetischen Führung.

## Auszeichnungen
Obraszowa erhielt folgende Auszeichnungen:
- 1971, 1980 Orden des Roten Banners der Arbeit
- 1973 Volkskünstler der RSFSR
- 1976 Volkskünstler der UdSSR
- 1976 Leninpreis
- 1990 Held der sozialistischen Arbeit
- 1990 Leninorden